# مارسل تیچ-ریورو
مارسل تیچ-ریورو (انگلیسی: Marcel Titsch-Rivero؛ زادهٔ ۲ نوامبر ۱۹۸۹) بازیکن فوتبال اهل آلمان است.
از باشگاه‌هایی که در آن بازی کرده‌است می‌توان به باشگاه فوتبال آینتراخت فرانکفورت و باشگاه فوتبال هایدنهایم اشاره کرد.